# Heterokarion
Heterokarion – komórka zawierająca co najmniej dwa genetycznie różne jądra. Cecha taka naturalnie i często występuje u grzybów – heterokarionem może być komórka, zarodnik lub grzybnia. Heterokariony można otrzymać również sztucznie w laboratorium.
Zobacz też
dikarion, heterozygota, komórczak